# Норвалин
Норвалин (α-аминовалериановая кислота, пропилглицин) — нестандартная аминокислота, которая входит в состав некоторых белков, являясь в организме животных антагонистом валина и лейцина.
Норвалин существует в виде двух стереоизомеров: L-норвалин и D-норвалин. Причём они легко различимы на вкус: L-норвалин горький, а D-норвалин сладкий. 
L-норвалин является ингибитором аргиназы (фермента, гидролизующего аргинин). Поэтому он используется в спортивном питании для увеличения притока крови к мышцам.

## Примечание
1. ↑  [www.xumuk.ru/encyklopedia/2/2966.html XuMuK.ru — НОРВАЛИН — Химическая энциклопедия]